# Лорен Гувион Сен-Сир
Лоран Гувион-Сен-Сир (1764—1830) је био маршал француске.

## Биографија
У француску војску ступио је 1792. године. Следеће године постао је бригадни, а 1794. године дивизијски генерал. Допринео је победи француске војске у бици код Нови Лигура као командант десног крила. Дорпинео је и француској победи код Хоенлиндена. У Наполеоновим ратовима је тукао аустријску војску 1805. године код Кастелфранко Венета и приморао их на капитулацију. Године 1809. деблокирао је Барселону и заузео Ђирону. Учествовао је и у Наполеоновом походу на Русију. Истакао се победом у бици код Полоцка која му је донела чин маршала. Године 1813. организовао је одбрану Дрездена која је завршена неуспешно због недостатка муниције. У Наполеонових сто дана држао се по страни те је након 1815. године именован француским министром рата. На тој функцији се задржао три године након чега се повлачи из службе због непријатељства ултраројалистичке странке. Написао је неколико дела. Његови мемоари важан су извор за историју Наполеонових и Француских револуционарних ратова.